# Maria Callas
Maria Callas (tiếng Hy Lạp: Μαρία Κάλλας, 2 tháng 12 năm 1923 - 16 tháng 9 năm 1977) là giọng nữ cao người Mỹ gốc Hy Lạp và là một trong những nữ ca sĩ opera danh tiếng nhất trong thập niên 1950. Bà sở hữu kĩ thuật hát giọng đẹp (bel canto) ấn tượng và khả năng diễn xuất tuyệt vời. Là một giọng ca đa dạng, bà không chỉ thành công ở những opera seria cổ điển mà còn ở những vở ca kịch sử dụng giọng đẹp, của Donizetti, Bellini, Rossini và cả những tác phẩm của Verdi và Puccini, và một số vở nhạc kịch của Wagner (trong những năm đầu sự nghiệp). Những vai diễn thành công nhất của bà là Lucia (Lucia di Lammermoor), Floria Tosca (Tosca), Violetta (La Traviata), Norma (Norma), Medea (Médée). Bà được gọi với danh hiệu La Divina (Nữ thần).
Maria Callas có một tuổi thơ không hạnh phúc bên người mẹ khắc nghiệt, bà được học âm nhạc ở Hy Lạp và thành danh ở Italia. Sự thành công nhanh chóng của Callas cũng kéo theo sự tập trung của dư luận lên đời tư của bà, về tính khí nóng nảy bất thường, về sự tranh chấp của bà với Renata Tebaldi và chuyện tình của nữ danh ca với Aristotle Onassis. Nhưng sau những thành công đã qua, bà nhanh chóng rơi vào cô đơn và lạc lõng, khi mà giọng hát, sắc đẹp và tình yêu của người phụ nữ đã mất. Cuộc đời đầy kịch tính và những bi kịch cuộc sống đôi khi đã làm lu mờ đi hình ảnh của bà. Tuy nhiên, vẫn còn đó những thành công nghệ thuật của bà, mà Leonard Bernstein gọi là "Kinh thánh của nghệ thuật opera" , và sự ảnh hưởng của bà, mà tờ Opera News năm 2006 đã viết: "Gần 30 năm sau khi mất đi, cô vẫn là sự khẳng định rõ nét nhất của một diva, cũng như một nghệ sĩ và vẫn là một trong những danh ca được ưa thích của âm nhạc cổ điển" .

## Tuổi thơ

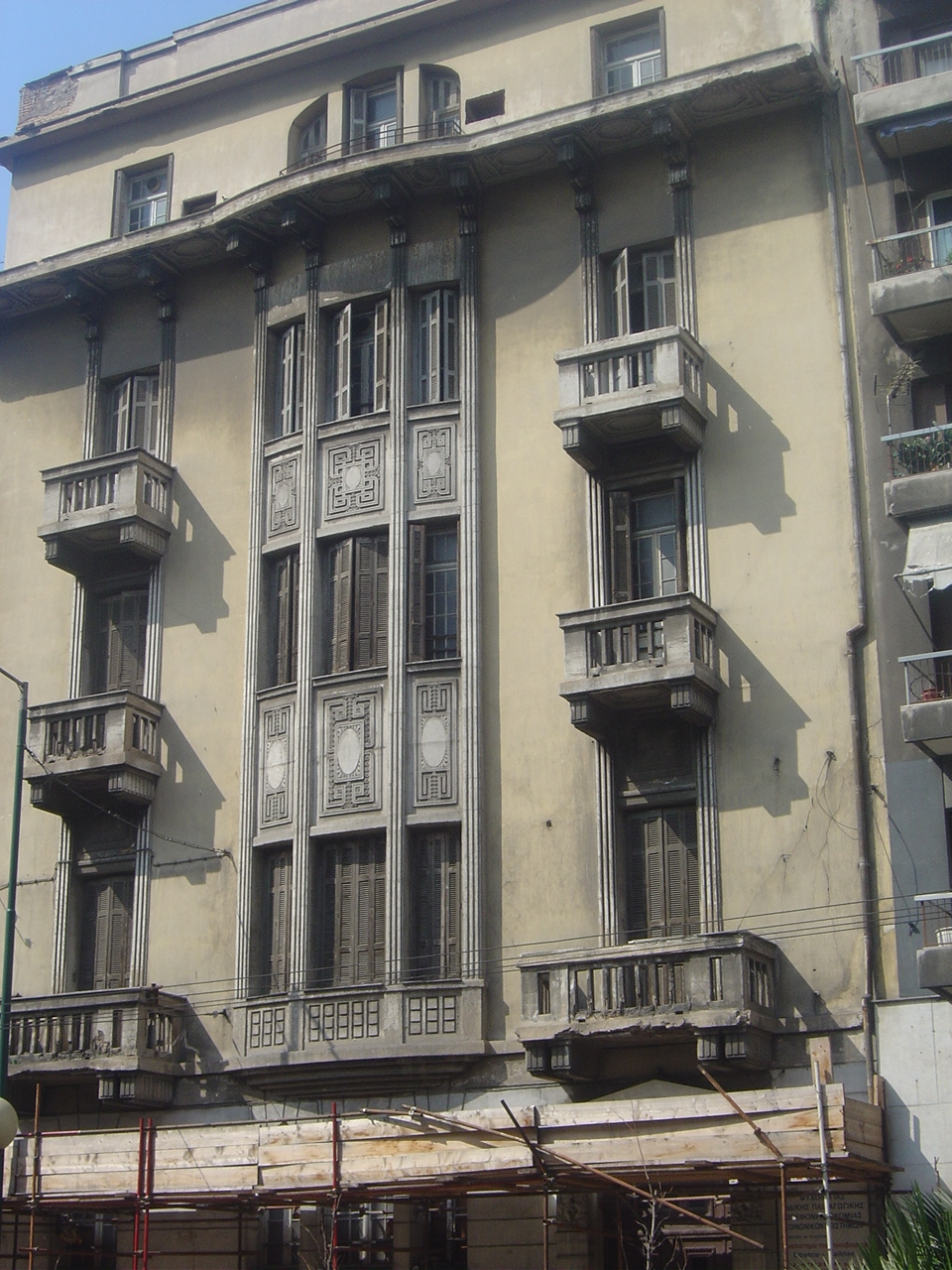
Ngôi nhà ở Athens mà Callas sống từ năm 1931 đến năm 1945.

Maria Callas có tên khai sinh là Sophia Cecelia Kalos , sinh tại Bệnh viên Flower tại 1249 Fifth Avenue ở Manhattan vào ngày 2 tháng 9 năm 1923 , với cha mẹ người gốc Hy Lạp: George Kalogeropoulos và Evangelia "Litsa" (hay "Litza") Dimitriadou. Bà có tên thánh là Maria Anna Sofia Cecilia Kalogeropoulou, sở hữu cách của họ Kalogeropoulos (Tiếng Hy Lạp:Μαρία Άννα Σοφία Καικιλία Καλογεροπούλου). Kalogeropoulos đầu tiên được rút ngắn là "Kalos" và sau đó là "Callas".

### Gia đình

Gia đình Maria Callas ở Mỹ

George Kalogeropoulos và Elmina Evangelia "Litsa" là một đôi vợ chồng trái ngược nhau: George là một người đàn ông hoà nhã và không ham muốn, không có sở thích nghệ thuật, trong khi vợ ông là một người sôi nổi, nhiều tham vọng, và có ước mơ thành công trong nghệ thuật . Cha của Evangelia, Petros Dimitriadis (1852-1916) đang không khỏe khi Evangelia giới thiệu George tới gia đình, tỏ ra không tin tưởng George, đã cảnh báo con gái, "Con sẽ không bao giờ hạn phúc với cậu ta. Nếu con cưới cậu ta,ta sẽ không thể giúp con". Evangelia đã lờ đi lời cảnh báo, nhưng đã sớm nhận ra cha mình đúng. Tình hình lại xấu đi bởi tính trăng hoa của George và điều đó cũng không được cải thiện kể cả từ sự ra đời của cô con gái đầu Yakinthi (sau gọi Jackie) vào năm 1917 và người con trai Vassilis vào năm 1920. Cái chết vì viêm màng não của Vassilis vào mùa hè năm 1922 đã ảnh hưởng tới đôi vợ chồng. Vào năm 1923, sau khi biết được Evangelia có thai lần nữa, George tự quyết định chuyển gia đình tới Mỹ, một quyết định mà Yakinthi nhớ lại rằng đã khiến mẹ cô "gào thét điên dại" sau "tiếng đóng của sầm" của George . Gia đình chuyển tới Mỹ vào tháng 7 năm 1923 và định cư tại một căn hộ ở Astoria, Queens.
Evangelia tin rằng đứa con thứ ba của họ sẽ là một cậu bé, và bà đã rất thất vọng vì sự ra đời của con gái Maria đến mức không thèm nhìn mặt đứa bé trong bốn ngày . Gần 3 tuổi, tài năng âm nhạc của Maria bắt đầu được chú ý. Callas bắt đầu học piano khi lên 4 tuổi. Và sau khi Evangelia khám phá ra rằng đứa con gái thứ ba của bà có giọng hát, bà ấy bắt đầu bắt buộc "Mary" phải hát. Callas sau đó nhớ lại: "Tôi bị bắt phải hát khi tôi mới chỉ năm tuổi, và tôi thật ghét điều đó" . George thì lại không hài lòng với lối thiên vị của vợ với đứa con gái lớn và cả chuyện đứa nhỏ Mary phải hát và biểu diễn . Cuộc hôn nhân đi đến khủng hoảng và vào năm 1937, Evangelia quyết định trở lại Athen cùng với hai cô con gái của bà .

### Mối quan hệ với mẹ
Quan hệ của Callas và Evangelia tiếp tục bị xói mòn trong những năm tháng ở Hy Lạp, và trong thời gian đầu của sự nghiệp Callas, nó đã trở thành một vấn đề được công chúng quan tâm đặc biệt sau một câu chuyện trên tạp chí Time mà tập trung vào mối quan hệ của họ và sau đó là cuốn sách của Evangelia mang tên Con gái tôi - Callas. Trước công chúng, Callas đã đổ lỗi cho bà Evangelia về tuổi thơ không hạnh phúc, bị tước đoạt bởi việc hát và làm việc dưới sự thúc ép của người mẹ:
| “ | Chị gái tôi rất thon thả, xinh đẹp và thân thiện. Và mẹ tôi luôn luôn yêu chị ấy. Còn tôi chỉ là một con vịt con xấu xí, béo, vụng về và chả ai ưa. Thật là một tội ác khi để cho một đứa trẻ luôn thấy mình xấu xí và là kẻ thừa thãi... Tôi không bao giờ tha thứ cho bà ta vì đã lấy đi tuổi thơ của tôi. Trong suốt những năm đó, tôi không được vui chơi và lớn lên, tôi phải hát để kiếm tiền. Tất cả mọi thứ tôi làm cho họ là những điều tốt đẹp và họ chỉ cho tôi những điều tồi tệ... | ” |

Năm 1957, cô nói với Norman Ross: "Trẻ con phải có một tuổi thơ tươi đẹp. Tôi đã không có điều đó - Tôi ước gì tôi có" . Mặt khác, người viết tiểu sử Pestalis-Diomidis quả quyết rằng sự đối xử đầy căm ghét của Evangelia với George trước mặt lũ trẻ đã gây nên sự oán hận và ghét bỏ về phía Callas . Tuy nhiên, theo chồng Callas và người bạn thân nhất của bà - Giulietta Simionato, Callas đã kể lại với họ rằng mẹ bà, người không làm việc gì, lại bắt bà "quan hệ với nhiều đàn ông", chủ yếu là những tay lính Ý và Đức, để mang về cho bà ta tiền và thức ăn trong suốt sự chiếm đóng của khối Trục tại Hy Lạp trong Thế chiến II. Simionato đã đoan chắc rằng Callas "cố gắng không đề cập đến", nhưng thâm tâm Callas không bao giờ tha thứ cho Evangelia vì chuyện đó . Trong cố gắng bồi đắp mối quan hệ với mẹ, Callas đã đưa mẹ bà đi trong chuyến lưu diễn tới México vào năm 1950, nhưng việc này lại đánh thức sự mâu thuẫn và oán hận giữa hai người, và sau khi rời Mexico, cả hai không bao giờ gặp lại nhau . Sau chuỗi bức thư tức giận và tố cáo của Evangelia tới cha và chồng Callas, bà đã hoàn toàn chấm dứt mối quan hệ với mẹ mình .

## Học hành

Callas năm 15 tuổi

Callas được học âm nhạc tại Athen. Ban đầu, mẹ bà cố gắng cho bà vào Nhạc viện Athen danh tiếng nhưng lại không thành công. Ở buổi thử giọng, giám đốc nhạc viện Filoktitis Oikonomidis một mực từ chối nhận Callas vì cho rằng giọng bà không được học hành và không có tố chất kĩ thuật. Vào mùa hè 1937, mẹ bà gặp Maria Trivella ở Nhạc viện quốc gia Hy Lạp mới thành lập, và nhờ cô đưa Callas vào học với một mức phí phải chăng. Vào năm 1957, Trivella đã nhớ lại ấn tượng của cô ấy về một "Maria, một cô gái trẻ tròn trĩnh, đeo một cặp kính cận thật to"
| “ | Quãng giọng ấm, trữ tình và mãnh liệt, nó cuốn đi và bừng sáng như một ngọn lửa và lấp đầy không khí với những âm vang du dương như một hồi chuông. Nó như một hiện tượng đáng kinh ngạc, hay đúng hơn là một tài năng lớn cần được chỉ bảo, hướng dẫn kĩ thuật và rèn luyện nghiêm khắc để có thể toả sáng với tất cả sự rực rỡ của nó | ” |

Trivella đồng ý dạy cho Callas và từ chối tiền học phí, nhưng ngay khi Callas bắt đầu học thanh nhạc chính thức, cô giáo Trivella đã nhận ra rằng Mary không phải là một giọng nữ trầm, như Callas nói, mà là chất giọng nữ cao kịch tính. Sau đó, họ bắt đầu luyện tập để nâng cao cữ âm của giọng Mary và làm sáng âm sắc của nó . Trivella nhớ Mary như "một học sinh gương mẫu. Cuồng tín, kiên quyết, tận tuỵ, đó là trái tim và tâm hồn ham học hỏi của cô ấy. Sự tiến bộ của cô ấy thật đáng kinh ngạc. Cô bé học năm đến sáu tiếng một ngày... Trong vòng sáu tháng, cô ấy đã hát được những aria khó nhất trong những tác phẩm opera thế giới với một khả năng âm nhạc tuyệt vời" . Vào 11 tháng 4 năm 1938, trong lần trình diễn đầu tiên, Callas đã kết thúc lớp học của Trivella với bản song ca từ vở Tosca tại nhà hát Parnassos . Callas nhớ lại rằng Trivella "có một phương pháp kiểu Pháp, cách mà đặt giọng ở mũi... và tôi dã có vấn đề là không có quãng giọng ngực thấp, thứ mà rất cần thiết trong kĩ thuật bel canto... Và đó là nơi mà tôi đã học cách hát giọng ngực của mình". Tuy nhiên, khi phỏng vấn với Pierre Desgraupes trong chương trình tiếng Pháp L'Invitee Du Dimanche, Maria không cho rằng sự phát triển giọng ngực của bà là nhờ Trivella, mà là nhờ cô giáo tiếp theo của bà, giọng nữ cao màu sắc Tây Ban Nha nổi tiếng, Elvira de Hidalgo .
xxxxnhỏ|200px|Maria Callas với cô giáo Elvira de Hidalgo (người ngồi đầu tiên từ bên phải sang)]]
Callas học với Trivella trong hai năm trước khi mẹ bà cho đi buổi thử giọng ở Nhạc viện Athen với de Hidalgo. Callas tham dự với bài "Ocean, Thou Mighty Monster". De Hidalgo nhớ lại đã nghe "những thác âm thanh ngông cuồng và dữ dội, không thể chế ngự được nhưng lại đầy kịch tính và cảm xúc" . Bà đồng ý nhận Callas ngay lập tức nhưng bà Evangelia lại đề nghị de Hidalgo chờ trong một năm để Callas có thể tốt nghiệp tại Nhạc viện Quốc gia và có thể bắt đầu làm việc. Vào ngày 2 tháng 4 năm 1939, Callas đảm nhận một phần của vai Santuzza trong opera của Mascagni mang tên Cavalleria Rusticana (Hiệp sĩ làng quê) tại Nhà hát Olympia trong cuộc thi dành sinh viên. Vào mùa thu năm đó, bà vào học Nhạc viện Athen tại lớp của Elvira de Hidalgo .
Năm 1968, Callas nói với Lord Harewood,
De Hildalgo có sự rèn luyện tuyệt vời, thậm chí là có thể là sự rèn dũa cuối cùng của bel canto đích thực. Một cô gái trẻ mười ba tuổi như tôi—i hoàn toàn được đặt trong tay bà ấy, nghĩa là tôi học những bí mật, cách thức của loại bel canto này, bạn dĩ nhiên hiểu rõ,không chỉ là hát đẹp. Đó là sự rèn luyện vất vả;một cái áo bó của bệnh nhân tâm thần mà bạn như được mặc vào, dù thích hay không. Bạn phải học đọc, viết, đặt câu, có thể đi được bao xa, trượt ngã, tổn thương chính mình, đưa bản thân trở lại tiếp tục trên đôi chân. De Hidalgo có một phương pháp, cái mà là bel canto thực sự, dù giọng nặng thế nào ở đâu, nó sẽ luôn tỏa sáng, sẽ luôn hoạt động linh hoạt, không bao giờ làm nó nặng xuống. Đó là phương pháp giữ giọng tỏa sáng và linh hoạt và đưa nhạc cụ vào nơi xác định mà có thể không quá lớn về thanh âm, mà thâm nhập. Và dạy  những âm giai, âm rung, toàn bộ những tô điểm lối bel canto, một ngôn ngữ rộng lớn của riêng nó.
De Hidalgo sau đó nhớ lại, Callas như "một hiện tượng... Cô ấy lắng nghe tất cả học sinh của tôi, từ soprano, mezzo, tenor... Cô ấy có thể làm tất cả điều đó" . Callas nói rằng bà "đã đến trường vào 10 giờ buổi sáng và rời khỏi với sinh viên cuối cùng..., nghiến ngấu âm nhạc" hơn 10 tiếng mỗi ngày. Khi cô giáo hỏi bà tại sao lại làm thế, câu trả lời của Maria chỉ là "với những sinh viên kém tài năng nhất, anh ta có thể chỉ cho em những điều mà cô, người tài năng nhất, không thể làm được" .

## Khởi đầu sự nghiệp tại Hy Lạp
Sau những năm học hành, Callas bắt đầu xuất hiện với vai trò phụ tại Nhà hát Quốc gia Hy Lạp. De Hidalgo đã giúp đỡ Callas kiếm một khoản tiền nhỏ, nó đã giúp cô và gia đình vượt qua những năm khó khăn trong chiến tranh . 21 tháng 10 năm 1940, Callas tham dự hát trong vở kịch Người lái buôn thành Venice của Shakespeare ở Athen .
Callas đóng vai diễn chuyên nghiệp đầu tiên vào tháng 2 năm 1942, trong một vai nhỏ Beatrice trong vở của Franz von Suppé Boccaccio . Giọng soprano Galatea Amaxopoulous người hát trong dàn hợp xướng nhớ lại "Dù là diễn tập, khả năng trình diễn dị thường của Mary thật rõ ràng, và kể từ đó, mọi người bắt đầu tìm mọi cách để ngăn chặn cô ấy xuất hiện" . Ca sĩ Maria Alkeou cũng nhớ lại rằng soprano Nafiska Galanou và Anna (Zozó) Remmoundou "đã cố gắng đứng trên cánh gà khi Mary đang hát và gây chú ý cho cô ấy, họ lẩm bẩm, cười đùa và chỉ ngón tay vào cô ấy" . Mặc kệ những hành động đó, Callas vấn quyết định tiếp tục. Cô nhận vai chính đầu tiên với vai Tosca vào tháng 8 năm 1942, và sau đó là vai Marta trong vở Tiefland của Eugen d'Albert ở nhà hát Olympia. Vai diễn Marta của Callas đã nhận được những lời phê bình tích cực. Nhà phê bình Spanoudi miêu tả Callas "một nghệ sĩ đầy bùng nổ sở hữu một khả năng âm nhạc và diễn xuất hiếm có", và Vangelis Mangliveras đánh giá màn trình diễn của Callas trong tuần báo To Radiophonon:
| “ | Người ca sĩ đảm nhiệm vai diễn Marta, một ngôi sao mới trên bầu trời Hy Lạp, cùng với chiều sâu tuyệt đối của cảm xúc, đã đem lại màn diễn xuất đạt đến mức chuẩn mực của một diễn viên bi kịch. Về giọng hát khác thường của cô cùng với sự trôi chảy đáng ngạc nhiên về ngôn từ, tôi không thể thêm gì ngoài những lời của Alexandra Lalaouni: "Kaloyeropoulou là một trong những tài năng trời cho mà mọi người chỉ có thế lấy làm kinh ngạc". | ” |

Ít lâu sau, khi xem Callas tập thử Fidelio, giọng soprano đối thủ Remoundou đã hỏi những người đồng nghiệp: "Có cái gì đó thật tuyệt diệu mà chúng ta chưa nhận ra được?" . Tiếp theo Tiefland, Callas đóng vai Santuzza trong Cavalleria Rusticana lần nữa và tiếp theo là O Protomastoras tại nhà hát Odeon of Herodes Atticus cổ dưới chân Acropolis. Những vai diễn này, Callas đều ký hợp đồng với công ty Lyric Theatre .
Trong tháng 8 và 9 năm 1944, Callas diễn vai Leonore trong tác phẩm tiếng Hy Lạp của Beethoven Fidelio tại Odeon of Herodes Atticus . Nhà phê bình người Đức Friedrich Herzog khi xem vở diễn đã miêu tả "sự thắng lợi tuyệt vời" của "Leonore" Callas:
| “ | Khi Leonore của Maria Kaloyeropoulou đưa giọng soprano vút lên thật lộng lẫy trong niềm hân hoan vô bờ của bản song ca, cô đã nâng lên một đỉnh cao tuyệt đối... Và cô đã đưa tới nụ, hoa và quả cho sự hài hoà của âm thanh, điều đã làm cao quý cho nghệ thuật của những prima donna | ” |

Sau khi Hy Lạp độc lập, de Hidalgo khuyên Callas nên tự mình xây dựng sự nghiệp ở Italy. Callas thành công trong chuỗi các buổi hoà nhạc quanh Hy Lạp, và từ đó, trái ngược lời khuyên của cô giáo, bà quyết định trở lại Mỹ để gặp cha và theo đuổi sự nghiệp xa hơn. Khi rời Hy Lạp vào 14 tháng 9 năm 1945, hai tháng trước sinh nhật 22 tuổi, Callas đã thể hiện 56 lần biểu diễn ở 7 vở opera và đã xuất hiện trong khoảng 20 recital . Callas, khi công nhận rằng sự nghiệp ở Hy Lạp đã cho cô những bài học về diễn xuất và âm nhạc, đã nói: "Khi tôi có được một sự nghiệp lớn, điều đó không có gì ngạc nhiên với tôi" 

## Giai đoạn chính trong sự nghiệp

### Trở lại Mỹ
Sau khi trở về Hoa Kỳ và sum họp với người cha vào tháng 9 năm 1945, Maria Kalogeropoulos chính thức đổi tên thành Maria Callas. Bà tham dự nhiều buổi thử giọng . Tháng chín năm đó, bà thử giọng trước Edward Johnson, giám đốc Nhà hát Metropolitan và được chấp nhận . Callas xác nhận rằng nhà hát đã mời cô hai vở Madama Butterfly (Giacomo Puccini) và Fidelio (Beethoven), biểu diễn ở Philadelphia và bằng tiếng Anh, nhưng Callas lại từ chối cả hai, bởi bà quá nặng nề và mạnh mẽ với Buterfly và không thích thể hiện opera bằng tiếng Anh . Dù không có bằng chứng nào của lời mời của hãng Met , trong bài phỏng vấn với tờ The New York Post năm 1958, Johnson làm chứng cho câu chuyện của Callas: "Chúng tôi mời cô ấy một hợp đồng, nhưng cô ấy không thích điều đó, bởi vì hợp đồng chứ không phải với vai diễn. Cô ấy đã đúng khi bác bỏ nó, đó chỉ là bản hợp đồng dành cho những người mới vào nghề" 

### Italia, Zenatello và Serafin
Năm 1946, Callas tham gia tái lập một nhà hát ở Chicago với vai Turandot, tuy nhiên công ty hợp tác đã bị phá sản trước khi công diễn. Giọng nam trầm Nicola Rossi-Lemeni, ngôi sao của sân khấu opera khi đó, nhận ra rằng ông bầu Giovanni Zenatello đang tìm kiếm một giọng nữ cao kịch tích cho vai diễn trong La Gioconda tại Arena di Verona. Ông ấy nhớ rằng cô gái trẻ Callas "mạnh mẽ đầy ấn tượng một cách tự nhiên và dí dỏm, thật chắc chắn cho tương lai cô ấy. Tôi biết trong một nhà hát ngoài trời rộng như Verona, cô gái này, cùng với sự dũng cảm và giọng hát to lớn, sẽ tạo nên sự tác động ghê gớm" . Sau đó, ông tiến cử Callas cho ông bầu Giovanni Zenatello. Trong buổi thử giọng của bà, Zenatello trở nên phấn khích tới mức nhảy cẫng lên và tham gia với Callas trong lần song ca ở màn 4 . Vai chính trong La Gioconda năm 1947 là vai diễn đầu tiên của Maria ở Italia.
Sau La Gioconda, Callas không nhận được lời mời nào nữa cho tới khi nhạc trưởng Serafin tìm kiếm người hát Isolde (trong Tristan und Isolde) và mời Callas đến. Ngay lập tức, Serafin đã mời cô vào vai diễn . Sau này Serafin cũng đã trở thành người cố vấn và giúp đỡ cho Callas.
Theo Lord Harewood, "rất ít nhạc trưởng người Ý nào có được sự nghiệp xuất sắc như Tullio Serafin và có lẽ không một ai, kể từ Toscanini, có sức ảnh hưởng hơn" . Năm 1968, Callas nhớ lại: chuyện làm việc với Serafin là một cơ hội thật sự may mắn cho sự nghiệp của bà, bởi vì "ông ấy dạy tôi rằng để có sự trình diễn, trước hết phải có sự hiểu biết đúng đắn. Ông ấy dạy tôi biết chiều sâu của âm nhạc, lý do của âm nhạc. Đó là nơi tôi thật sự uống hết từng lời mà ông ấy nói" .
Ngày 30 tháng 11 năm 1948, Callas biểu diễn vở Norma lần đầu tiên, một trong những vở mà bà đã biểu diễn rất nhiều lần trong suốt sự nghiệp .

### I Puritanivà con đường tớibel canto

Callas vai Elvira trong vở I Puritani năm 1949

Bước ngoặt lớn trong sự nghiệp Callas là tại Venice năm 1949 . Cô được mời hát vai Brünnhilde trong Die Walküre tại Teatro la Fenice, khi Margherita Carosio, người sắp sửa hát vai Elvira trong I Puritani tại cùng nhà hát, bị ốm. Không thể tìm được ai khác thay thế cho Carosio, Serafin đành mời Callas hát Elvira trong sáu ngày . Theo lời của Michael Scott: "Chuyện mà một ca sĩ bao quát được âm nhạc ở những kiểu giọng khác nhau như Brünnhilde của Wagner hay Elvira của Bellini đã đủ để làm ta ngạc nhiên, nhưng cố gắng thể hiện chúng trong cùng một thời điểm thì thật là folie de grandeur (hoang tưởng tự đại)" . Trước buổi diễn chính thức, một nhà phê bình khịt mũi hoài nghi "Tôi nghe rằng Serafin đã quyết định giao I Puritani cho một soprano kịch tính... Vậy chắc chúng ta có thể hi vọng sẽ có La Traviata với Violetta của baritone Gino Bechi??" . Sau buổi trình diễn, những nhà phê bình lại viết: "Kể cả những người đa nghi nhất cũng phải thừa nhận điều kì diệu rằng Maria Callas đã làm hoàn hảo... sự linh hoạt trong giọng hát đẹp và sáng của cô, và những nốt cao đầy lộng lẫy. Sự trình diễn của cô ấy thật ấm áp, đầy biểu cảm và nhân ái, mà sẽ thật vô ích khi cố tìm điều đó ở những Elvira lạnh lẽo, mỏng manh khác."  Franco Zeffirelli nhớ lại, "Điều mà cô ấy làm ở Venice thật phi thường. Bạn cần hiểu opera thì mới nhận biết được tầm cỡ thành công của cô. Điều đó giống như nếu ai đó bảo Birgit Nilsson, người nổi danh với chất giọng siêu kịch tính, lại đi thay thế cho một Beverly Sills nữ cao màu sắc vậy" .
Scotto cho rằng "Ở tất cả mọi vai Callas đã đóng, thật khó để ai đó có thể thực hiện hiệu quả hơn" . Sự lấn sân sang bel canto đã làm thay đổi sự nghiệp của Callas và đưa bà tới những vai Lucia, La Traviata, Armida, La Sonnambula, Il Pirata, Il Turco in Italia, Medea, và Anna Bolena. Bà đánh thức sự quan tâm của công chúng tới những tác phẩm đã bị bỏ quên của Cherubini, Bellini, Donizetti và Rossini . Soprano danh tiếng Montserrat Caballé nói:
| “ | Cô ấy đã mở ra cánh cửa mới cho chúng tôi, cho tất cả ca sĩ trên thế giới, một cánh cửa mà đã bị đóng lại. Đằng sau sự ngủ quên của nó không chỉ là âm nhạc mà là sự sáng tạo lớn. Cô ấy đã cho chúng tôi cơ hội, mà khi tiếp bước cô, có thế làm những việc khó có thể được trước đây. Được so sánh với Callas là điều tôi không bao giờ dám mơ. Tôi thật quá nhỏ bé so với Callas. | ” |

Trong suốt sự nghiệp của mình, Callas đã thể hiện sự đa dạng trong giọng hát với những tác phẩm dành cho giọng nữ cao màu sắc xen lẫn những tác phẩm nữ cao trữ tình. Bà đã thức tỉnh bel canto, dòng opera đề cao nghệ thuật "hát đẹp" truyền thống của Ý đã từng một thời bị quên lãng .

### Những vai diễn quan trọng
Tháng 12 năm 1951, Maria Callas lần đầu tiên trình diễn tại nhà hát La Scala với vở I Vespri Siciliani, và nơi đây đã trở thành ngôi nhà nghệ thuật của bà trong suốt thập niên 1950 . La Scala đã dành rất nhiều tác phẩm mới cho Callas với những đạo diễn như Herbert Von Karajan, Margherita Wallmann, Luchino Visconti và Franco Zeffirelli .
Tháng 8 năm 1952, Callas ký hợp đồng ghi âm với EMI Classics, với bản thu thử Non mi dir từ vở Don Giovanni . Tháng 2 năm 1953, Callas được EMI mời thu âm vở opera Lucia di Lammermoor của Gaetano Donizetti Florence. Mấy năm sau đó, Callas đã thực hiện hàng loạt bản thu âm tại La Scala với hãng đĩa EMI như I Puritani và Cavalleria Rusticana với nhạc trưởng Serafin, đặc biệt là bản Tosca nổi tiếng dưới sự chỉ huy của Victor de Sabata, cùng với tenor Giuseppe di Stefano và baritone Tito Gobbi .
Bà trở lại biểu diễn tại Chicago, Mỹ năm 1954, với vở Norma tại Lyric Opera của Chicago . Lần trình diễn đầu tiên trên Nhà hát Metropolitan, nơi mà bà đã từ chối 9 năm trước, vào tháng 11 năm 1956 và tiếp tục với vai Norma. Tuy nhiên trước đó lại có một bài viết trên tạp chí Time, góp nhặt tất cả những câu chuyện về Callas như sự tức giận và tranh chấp của bà với Tebaldi, về mối quan hệ của Callas và mẹ mình . Sau bài viết này, Callas hoàn toàn bị công chúng New York ghẻ lạnh. Tuy nhiên, đêm diễn hôm đó lại vô cùng thành công, và Callas đã lấy lại được cảm tình của công chúng nhờ sự thể hiện của mình. Kết thúc buổi biểu diễn, Callas đã nhận được 16 lần gọi ra sân khấu trước sự hoan nghênh nhiệt liệt của khán giả .
Tháng 11 năm 1958, Callas tham gia buổi hòa nhạc để giới thiệu khánh thành Nhà hát thành phố Dallas, và giúp thành lập công ty với những người bạn của bà từ Lyric Opera của Chicago, Lawrence Kelly and Maestro Nicola Rescigno . Cô ấy củng cố thế đứng của công ty khi vào năm 1958, cô đã thể hiện "một màn trình diễn xuất chúng với vai Violetta trong La Traviata của Verdi và cũng năm đó, với vai diễn Medea, đem đến một sự sáng tạo có giá trị như Euripides" . Với vai Violetta của Callas, soprano người Đức Elisabeth Schwarzkopf đã quyết định sẽ không đóng Violetta nữa vì bà nói: "Còn lấy đâu ra cảm xúc để diễn nữa, khi cô ấy đã thể hiện Violetta quá hoàn hảo rồi" .
Năm 1952, Callas thực hiện đêm diễn đầu tiên tại Royal Opera House ở London với vở Norma cùng với các bạn diễn như mezzo soprano kì cựu Ebe Stignani trong vai Adalgisa và Joan Sutherland trẻ tuổi trong vai phụ Clotilde  Callas gắn bó với công chúng London đến mức bà gọi đó là "một mối tình" . Bà trở lại Nhà hát Hoàng gia vào năm 1953, 1957, 1958, 1959, 1964, 1965 . Đây cũng là nơi mà bà quyết định kết thúc sự nghiệp sân khấu với vai Tosca vào 5 tháng 7 năm 1965 với đạo diễn Franco Zeffirelli và người bạn đồng nghiệp Tito Gobbi .

## Giảm cân

Callas vào năm 1951, trước khi giảm cân

Trong những năm đầu sự nghiệp, Callas là một phụ nữ đẫy đà và nặng nề, đến mức bà thừa nhận "không dưới 200 pound" (khoảng 90 kg) . Dù bà có thân hình mập mạp, nhưng Meneghini và những người khác vẫn công nhận bà đẹp, tuy nhiên trong lần trình diễn đầu vai Medea của Cherubini vào tháng 5, 1953, Callas quyết định rằng bà cần một thân hình và khuôn mặt gọn gàng hơn:
| “ | Tôi đã trở nên nặng nề đến mức giọng tôi cũng trở thành như vậy. Tôi quá mệt mỏi và tôi phải làm việc quá nhiều. Tôi cảm thấy không thực sự khỏe, tôi không thể di chuyển nhẹ nhàng được... Nên tôi cảm thấy nếu tôi đã làm được, tôi đã dành cả cuộc đời mình để học hát cho đúng, vậy tại sao tôi lại không ăn kiêng... | ” |

Người có ảnh hưởng tới hình mẫu mà Callas muốn thay đổi là Audrey Hepburn.
Suốt trong năm 1953 và đầu 1954, bà giảm gần 80 pound (36 kg), và đã trở thành một người, mà theo Maestro Rescigno, "có lẽ là quý bà đẹp nhất trên sân khấu" . Sir Rudolf Bing, người nhớ Callas "béo ghê gớm" năm 1951, đã trở thành "người đàn bà mảnh dẻ, hấp dẫn đáng kinh ngạc", người "mà không còn một chút dấu hiệu nào của một người đàn bà mập đã giảm cân. Cô ấy trông như được sinh ra với dáng vẻ mảnh mai và yêu kiều, và luôn luôn có dáng đi thật thanh nhã". Nhiều tin đồn lan truyền về phương pháp giảm cân của Callas: có người nói Maria đã nuốt một con sán, trong khi một công ty sản xuất mỳ lại khăng khăng rằng bà giảm cân nhờ ăn món "mỳ sinh lý" của họ, khiến cho Callas thưa kiện công ty đó ra tòa . Callas phát biểu rằng bà giảm cân nhờ chế độ ăn kiêng calorie thấp với chủ yếu salad và thịt gà . Một số người tin rằng chính việc giảm cân đã gây khó khăn cho việc lấy hơi cũng như sức căng của giọng và là nguyên nhân cho sự xuống giọng của bà, trong khi số khác tin việc giảm cân làm giọng bà dịu dàng và nữ tính hơn, cũng như làm cho bản thân bà tự tin hơn..
Tito Gobbi nói, "Giờ cô ấy không chỉ tài năng âm nhạc và diễn xuất, cô ấy còn là một giai nhân nữa. sự ý thức về vấn đề này đưa những phép màu tươi mới về mọi vai diễn cô ấy đảm nhận. Những gì nó đã làm với giọng ca và sức chịu đựng cô ấy, tôi không tiện nói.tôi chỉ khẳng định rằng cô ấy đã bùng nổ thành nghệ sĩ độc nhất trong thế hệ cô ấy và nổi bật trong toàn bộ lịch sử các giọng ca."

## Mối bất hòa với Tebaldi

Renata Tebaldi (bên phải) và một người bạn.

Suốt đầu những năm 1950, đã có những tranh luận phát sinh từ sự tranh chấp giữa Callas và Renata Tebaldi, một diva người Ý có chất giọng lyrico spinto soprano danh tiếng đương thời . Sự tương phản giữa chất giọng khác thường của Callas và chất giọng đẹp cổ điển thuần Ý của Tebaldi đã dấy lại một cuộc tranh luận lâu đời như lịch sử opera, cụ thể là về vẻ đẹp của âm thanh hay cách biểu cảm của âm thanh .
Hai người gặp nhau đầu tiên vào năm 1947 tại Verona Festival, sau đó là khi cùng diễn vai Aida (Verdi) tại La Scala chỉ cách nhau mấy ngày vào năm 1950. Mâu thuẫn nảy sinh vào năm 1951, khi cả hai cùng hát trong cùng một buổi hòa nhạc và Callas tức giận khi Tebaldi lúc đầu nhất trí không hát "bis" (hát lại một aria theo yêu cầu khán giả) nhưng trên thực tế đã hát thêm những 2 aria. Vào một buổi tiệc sau đó, Callas lại công khai chỉ trích cách diễn xuất của Tebaldi trong vai Violetta (La Traviata), nói rằng đó là "một điều tồi tệ" và khuyên Tebaldi nên từ bỏ vai đó đi.
Sự tranh chấp đã gây ra một cơn sốt vào giữa những năm 1950, không chỉ với hai người phụ nữ, mà còn lôi kéo cả những người hâm mộ họ đứng về phía hai phe khác nhau. Callas luôn mỉa mai Tebaldi bằng những lời lẽ cay nghiệt nhất, thậm chí một lần Callas đã phát biểu rằng: "Renata Tebaldi chỉ là cô ca sĩ không có cột sống" (vì Tebaldi bị mắc bệnh viêm tủy) , và Telbadi đáp lại: "Có thể tôi không có cột sống, nhưng tôi có thứ mà Callas không bao giờ có: đó là trái tim" . Callas đáp lại trên tạp chí Time rằng việc so sánh bà với Tebaldi thật chả khác gì " đem so sánh sâm panh với cô nhắc. Không, với Coca Cola" . Tuy nhiên theo những người dự buổi phỏng vấn xác nhận như đinh đóng cột rằng Callas chỉ nói "sâm panh với cô nhắc", và có người ngồi ở dưới đã hét lên: "Không, với Coca Cola" (Cả hội trường cười), nhưng tạp chí Time lại quy cho đó là lời nói của Callas .
Mối bất hòa này cũng được xem như là sự ghen tị của Callas với Telbadi, vì bà cho rằng Telbadi kĩ thuất không tốt như mình, nhưng lại có chất giọng đẹp bẩm sinh, lại sớm đạt được thành công, trong khi chất giọng của Callas lại phải khổ luyện rất lâu
Hai ca sĩ, dù vậy, không nên so sánh với nhau . Tebaldi được dạy dỗ bởi Carmen Melis, một chuyên gia về versimo danh tiếng, và bà ảnh hưởng bởi trường phái hát của Ý vào đầu thế kỉ 20, cũng như Callas ăn sâu bởi trường phát bel canto thế kỉ 19 . Callas là một giọng nữ cao kịch tính màu sắc, trong khi cơ bản Tebaldi là một giọng nữ cao trữ tình kịch tính. Callas và Tebaldi nhìn chung hát hai thể loại khác nhau: Callas với những vai nữ cao kịch tính rất nặng trong thời kì đầu và những tác phẩm bel canto về sau này, còn Tebaldi lại tập trung vào các vai của Verdi hay trường phái versimo điển hình là Puccini . Họ có chung vài vai như Tosca và La Gioconda, những vai mà Tebaldi chỉ biểu diễn trong nửa cuối sự nghiệp của bà.
Ngoài vấn đề tranh chấp, Callas cũng đánh giá rất cao Tebaldi và ngược lại. Trong buổi phỏng vấn với phóng viên Norman Ross ở Chicago, Callas nói: "Tôi khâm phục giọng hát của Tebaldi... Thỉnh thoảng, tôi ước tôi cũng có chất giọng của cô ấy". Francis Robinson, quản lý của nhà hát Metropolitan viết về sự tình cờ khi Tebaldi hỏi ông giới thiệu một bản thu âm La Gioconda để giúp Tebaldi dễ vào vai này. Nhận thức về sự "tranh chấp" giữa Callas và Tebaldi, ông khuyên cô nên nghe bản thu của Zinka Milanov. Một vài ngày sau, ông tới thăm Tebaldi và thấy cô ấy đang ngồi chăm chú nghe bản của Callas. Tebaldi nhìn lên thấy ông và hỏi trong sự ngạc nhiên đến khó hiểu "Tại sao ngay từ đầu ông không bảo tôi bản của Maria mới là cái hay nhất?" .
Ngày 16 tháng 9 năm 1968, Callas đã đến xem buổi biểu diễn của Tebaldi trong vai Adriana Lecouvreur (Francesco Cilea) ở nhà hát Metropolitan và ôm hôn, chúc mừng Telbadi , đây được coi là hành động làm hòa xin lỗi của Callas với Tebaldi sau 20 năm bất hòa. Năm 1978, Tebaldi đã nói một cách cảm động về người đồng nghiệp vĩ đại cuối cùng:
| “ | Chuyện ganh đua này được dựng nên bởi những tờ báo và những người hâm mộ. Những tôi nghĩ điều đó lại tốt cho chúng tôi, bởi dư luận thì rất lớn và nó tạo nên sự quan tâm đặc biệt tới tôi và Maria, và điều đó rốt cuộc thì điều đó cũng tốt. Nhưng tôi không hiểu tại sao họ lại quan tâm tới vụ này, bởi chất giọng cả hai thật quá khác biệt. Cô ấy thật sự là một điều gì đó khác thường. Và tôi nhớ rằng khi tôi còn là một nghệ sĩ trẻ, rất trẻ, tôi đã luôn luôn ngồi cạnh radio mỗi khi tôi biết chắc rằng có cái gì của Maria trên đó. | ” |

## Meneghini và Onassis

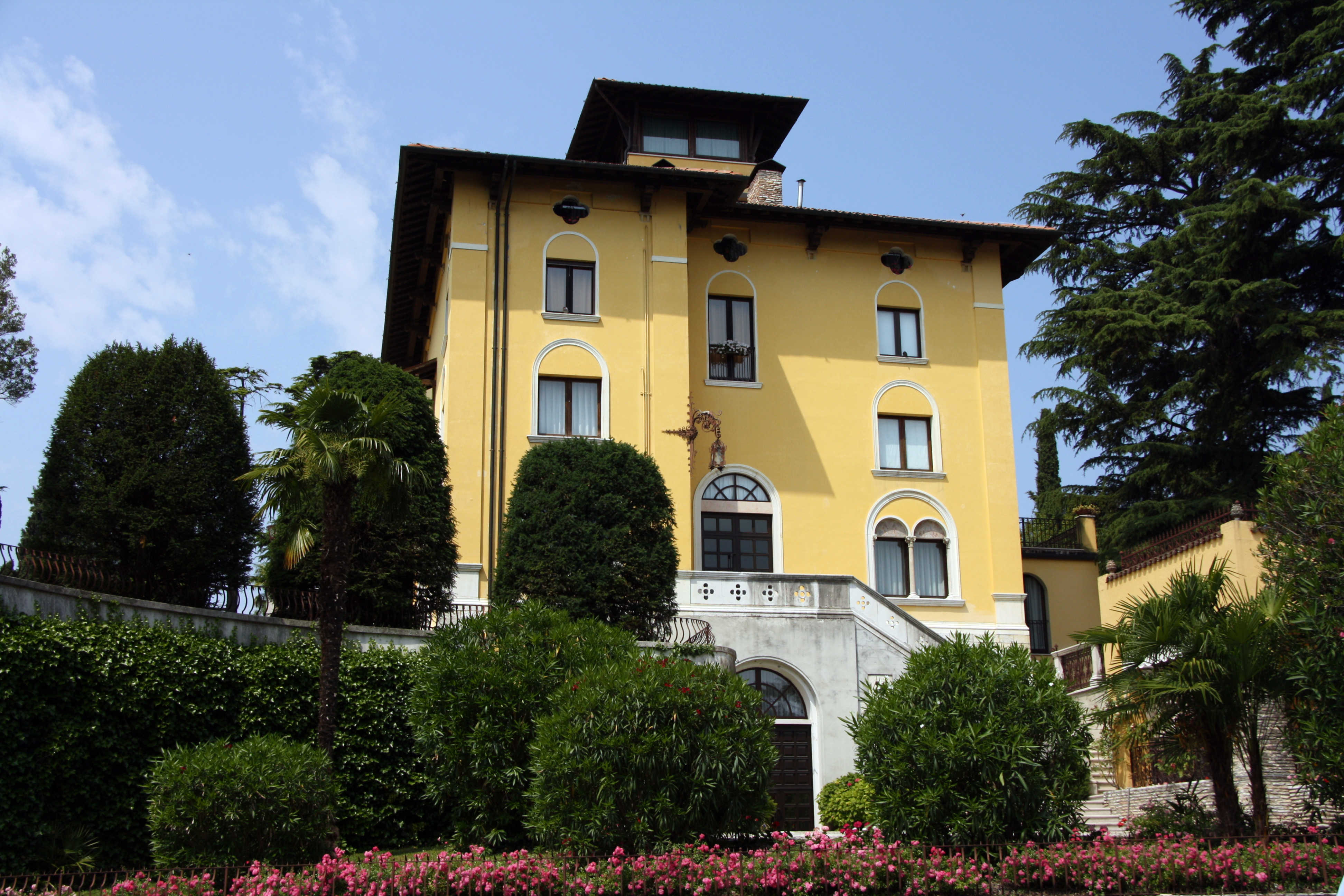
Ngôi nhà Callas và Meneghini đã ở từ khi kết hôn đến khi ly dị vào năm 1959.

Năm 1947, khi tới Verona, Callas gặp Giovanni Battista Meneghini, một nhà tư bản giàu có và hơn cô 28 tuổi, và ông bắt đầu tán tỉnh cô gái. Họ cưới nhau vào năm 1949, ông được coi như người quản lý sự nghiệp của Callas cho đến năm 1959, khi họ li dị. Tình yêu và sự ủng hộ của Meneghini đã giúp Callas thời gian cần thiết để xây dựng sự nghiệp tại Ý , và trong suốt thời kì sự nghiệp đó, cô mang tên Maria Meneghini Callas. Thời kì với Meneghini cũng chính là thời đỉnh cao nhất của Callas với hàng loạt những vai diễn trên những sân khấu lớn.

Meneghini and Callas

Năm 1957, Callas và Meneghini được mời tới dự một buổi tiệc được tổ chức bởi nhà tài phiệt hàng hải Aristotle Onassis, với lời mời của Elsa Maxwell sau vai diễn Anna Bolena của Donizetti . Năm sau, Callas lại gặp lại Onassis, trong đợt lưu diễn tại Pháp. Onassis thực sự bị tài năng, sắc đẹp của Callas cuốn hút và cố gắng để chinh phục Callas . Vào tháng 11 năm 1959, Callas li dị Meneghini và yêu Onassis. Với Onassis, Callas đã yêu như chưa bao giờ được yêu, bà đã vứt bỏ toàn bộ sự nghiệp âm nhạc đang ở đỉnh cao của mình để dành hết tâm trí cho Onassis. Micheal Scott lại khẳng định rằng Onassis không phải lý do mà Callas bỏ bê sự nghiệp, nhưng mà là cách để Callas thoát khỏi sự nghiệp mà đang trở nên khó khăn với những tai tiếng và sự xuống dốc của giọng hát . Franco Zeffirelli, mặt khác, nhớ lại đã hỏi Callas vào năm 1963 là tại sao bà không luyện giọng, và Callas phản ứng dữ dội: "Tôi đang cố để có cuộc sống như một người phụ nữ bình thường" .
"Sau khi gặp Onassis, đời tôi trở nên tràn đầy sức sống. Tôi biến thành một người đàn bà khác hẳn" - Callas nhớ lại 
Theo người viết tiểu sử Nicholas Gage, Callas và Onassis đã có một người con trai, tuy nhiên đứa bé đã chết ngay sau khi chào đời vào ngày 30 tháng 3 năm 1960 . Trong cuốn sách hồi tưởng về người vợ cũ, Meneghini viết rằng Callas không thể có con . Cũng như vậy, nhiều nguồn khác bác bỏ lời nói của Gage, họ thấy rằng giấy khai sinh mà Gage sử dụng để chứng minh cho "đứa bé bí ẩn" được cấp vào năm 1998, hơn hai mươi năm sau Callas qua đời . Vài nguồn khác cho rằng Callas đã ít nhất một lần phá thai trong thời gian sống với Onassis . Quan hệ yêu đương của bà với Onassis kết thúc vào năm 1968, khi Onassis bỏ rơi Callas để theo đuổi Jacqueline Kennedy, phu nhân của cố tống thống Mỹ Kenedy.
Tuy nhiên, cô Kiki, người thư ký bí mật của gia đình Onassis, viết trong hồi ký của cô rằng Aristotle dù cưới Jackie, nhưng ông thường xuyên gặp gỡ Maria ở Paris, nơi họ tiếp tục mối quan hệ bí mật .
Dù vậy, việc mất đi Onassis vẫn làm Callas, người mà đã từ bỏ sự nghiệp để dành hết cho tình yêu, vô cùng đau đớn. Sau cái chết của Onassis, Callas vô cùng đau khổ và sống cuộc sống ẩn dật ở Paris cho đến khi ra đi.
Maria Callas 

## Nửa cuối sự nghiệp
Nửa cuối của sự nghiệp Callas lại đánh dấu với hàng loạt tai tiếng. Trong suốt buổi diễn Madama Butterfly ở Chicago, Callas đã phải đối mặt với nhà chức trách về vụ kiện của Eddy Bagarozi, người tự nhận là đại diện của bà. Callas đã bị chụp ảnh khi bà đang điên tiết giận dữ với một nhân viên thu thế. Bức ảnh đã được phát đi mọi nơi và đưa tới cậu chuyện về một prima donna tính khí thất thường nóng nảy hay là một "Tigress".
Năm 1957, Callas đóng vai Amina trong La Sonnambula ở Festival quốc tế Edinburgh cho nhà hát La Scala. Hợp đồng của bà chỉ ghi có bốn buổi, nhưng do thành công quá lớn của chương trình, La Scala quyết định đặt năm buổi. Callas nói với những người điều hành La Scala rằng bà đã quá kiệt sức và bà có một cuộc hẹn với Elsa Maxwell ở Venice. Dù thế, La Scala vẫn thông báo về năm buổi diễn với vai Amina của Callas. Callas từ chối ở lại và đi tới Venice. Dù rằng Callas đã làm đúng hợp đồng, nhưng bà vẫn bị buộc phải rời khỏi La Scala và festival. Những người ở La Scala không ủng hộ Callas hay thông báo cho báo chí về sự vắng mặt của Callas trong đêm diễn thêm vào. Người thay thế là Renata Scotto, và đây là khởi đầu cho sự nghiệp quốc tế của Scotto.
Tháng một năm 1958, Callas tham dự chương trình của Nhà hát Opera Roma trong vai Norma với sự có mặt của tổng thống Italia. Ngày trước buổi diễn, Callas thông báo rằng bà không khỏe và họ nên có phương án dự phòng sẵn sàng. Callas được bảo rằng "Không ai có thể đóng như Callas" . Sau khi được bác sĩ chữa, bà cảm thấy khỏe hơn trong ngày diễn và quyết định tham dự vở opera . Những bản thu còn sót lại của màn đầu vở cho thấy rằng giọng Callas bị ốm . Callas cảm thấy không thể hoàn thành buổi diễn, cho nên bà đã bỏ cuộc (walk out) sau màn đầu. Việc bỏ đi trước sự có mặt của tổng thống Ý đã khiến Callas bị giới truyền thông chỉ trích cay nghiệt . Vụ scandal trở nên nổi tiếng với tên "Rome Walkout". Callas đã kiện Rome Opera House, nhưng vụ kiện kéo dài mười ba năm sau và Rome Opera bị tất cả mọi người cho là có lỗi khi từ chối việc sử dụng ca sĩ thay thế .

Callas (vai Tosca) và Tito Gobbi (vai Scarpia) trong vở Tosca nổi tiếng năm 1964 với đạo diễn Franco Zeffirelli

Mỗi quan hệ của bà với La Scala đã trở nên căng thẳng sau vụ Edinburgh, và điều này dã chia cắt sự ràng buộc của bà với "ngôi nhà nghệ thuật" Scala. Cuối năm 1958, Callas và Rudolph Bing đã thảo luận về công việc mới ở Met. Bà được mời diễn trong La Traviata và Macbeth, hai vở opera khác biệt mà đòi hỏi những ca sĩ khác nhau. Callas và Met không thể đi đến thỏa thuận, và trước khi vở Medée diễn ra ở Dallas, Bing điện tín đến cho Callas để chấm dứt thỏa thuận. Ngay hôm sau, những đề mục đại loại như "Bing tống cổ Callas" xuất hiện nhan nhản trên khắp các mặt báo . Bing sau đó nói rằng Callas là ca sĩ khó tính nhất mà ông từng làm việc cùng, bởi vì "cô ấy là một phụ nữ quá thông minh. Other artists, you could get around. But Callas you could not get around. Cô ấy biết chính xác điều cô ấy muốn, và tại sao cô ấy muốn nó" . Dù thế, Bing vẫn rất khâm phục Callas, và vào tháng 9 năm 1959, ông đã tới La Scala để nghe bản thu La Gioconda cho hãng đĩa EMI .
Trong những năm 1958 - 1965, sự nghiệp Callas trở nên xuống dốc không phanh. Năm 1960-1961, Callas từ chối tất cả các lời mời diễn để đắm chìm trong tình yêu với Onassis. Năm 1962-1963, bà chỉ biểu diễn ở vài buổi hòa nhạc nhỏ, hầu như không tham dự vở opera nào. Tháng một năm 1964, Callas được đạo diễn Zeffirelli mời trở lại đóng trong vở Tosca ở Covent Garden . Một truyền hình chiếu màn 2 của vở Tosca được phát sóng vào ngày 9 tháng 2 năm 1964, là cơ hội hiếm hoi để xem được hình ảnh Callas biểu diễn, và đặc biệt là khi bà diễn chung với Tito Gobbi. Tháng 5 năm đó, Callas lại được Zeffirelli mời tham dự vở Norma ở Paris, và vở diễn cũng đã thành công tốt đẹp. Callas và Bing làm việc lại vào năm 1965, khi Callas trở lại Met cho hai buổi diễn Tosca cùng với Tito Gobbi. Vai diễn Tosca quen thuộc đã đem lại thành công cho Callas tại Met lần nữa, tuy nhiên đó chỉ là sự lóe sáng tạm thời, khi mà Callas đã có những dấu hiệu bất ổn về giọng hát, cùng với sự xuất hiện của giọng ca trẻ trung, tài năng khác đã khiến Callas nhanh chóng bị lu mờ sau đó . Ngày 29 tháng 5 năm 1965, Callas đã bị ngất khi đang diễn màn 2 vở Tosca . Sức khỏe và giọng hát đã không cho phép bà tiếp tục, Maria Callas kết thúc sự nghiệp opera vào ngày 5 tháng 7 năm 1965 tại Royal Opera House ở London . Tosca chính là vai diễn chính đầu tiên (năm 1942) và cũng là vai diễn cuối cùng (1965) của Callas.
Năm 1969, nhà làm phim Ý Pier Paolo Pasolini đã mời Callas vào vai diễn không phải opera duy nhất của bà, nhân vật thần thoại Medea trong bộ phim cùng tên. Tuy nhiên bộ phim đã không giành được thành công về thương mại. Đây là bộ phim duy nhất mà Callas đóng, nhưng bà không hát trong bộ phim này.

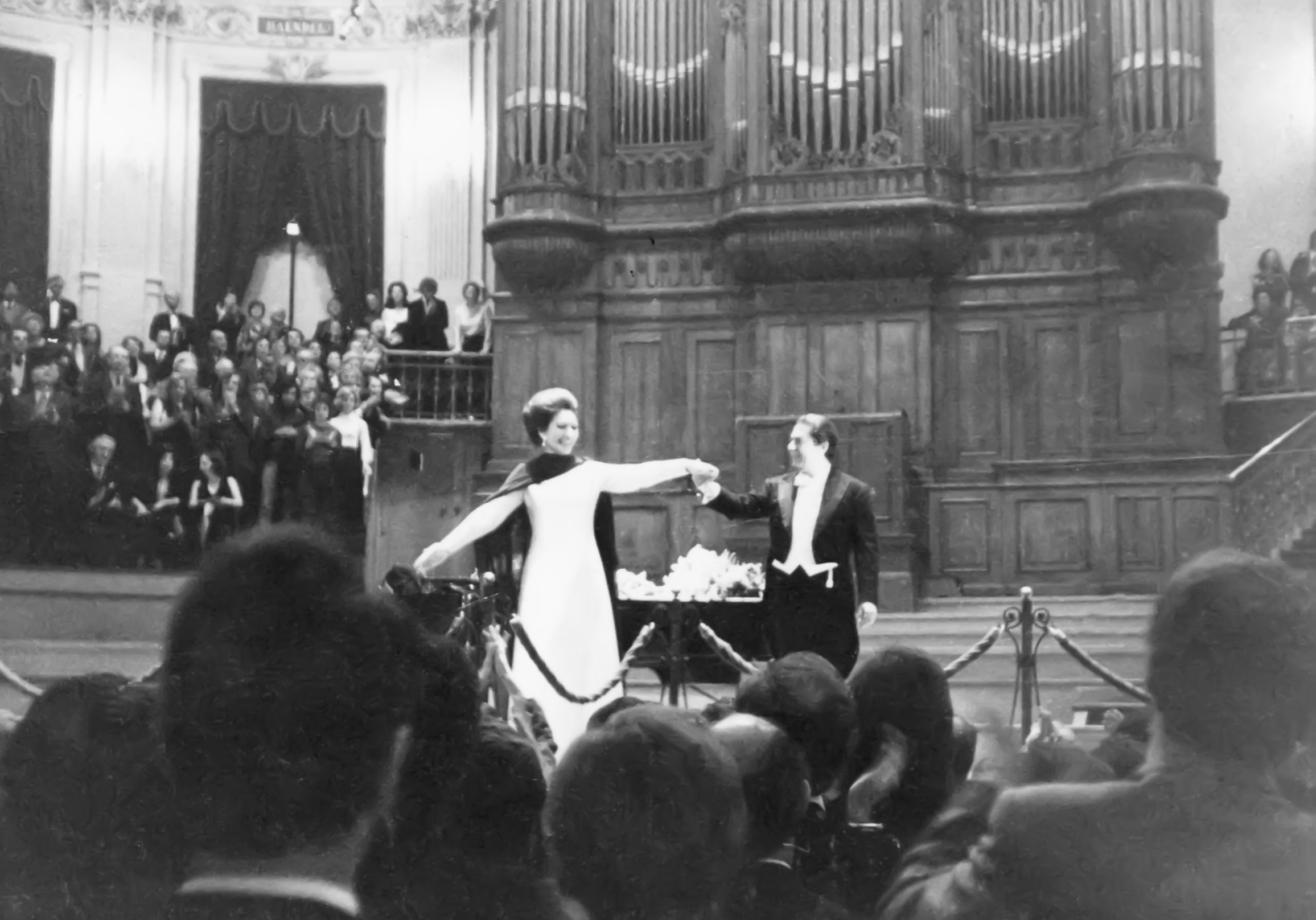
Maria Callas trong buổi hòa nhạc năm 1973 tại Amsterdam

Từ tháng 11 năm 1971 đến tháng 3 năm 1972, Callas tham dự giảng dạy một số khóa học Master Class ở Juilliard School, New York. Những lớp học này sau đó là cơ sở cho vở kịch năm 1995 của Terrence McNally mang tên Master Class. Tại nơi đây, bà gặp lại người đồng nghiệp cũ, giọng nam cao Giuseppe di Stefano. Ông mời bà trở lại sân khấu, tham dự chuỗi các buổi hòa nhạc vòng quanh thế giới để kiếm tiền chữa bệnh cho đứa con gái của ông. Callas đồng ý và tour diễn kéo dài 25 tháng 10 năm 1973 đến cuối năm 1974, đi qua châu Âu, Mỹ, Hàn Quốc và Nhật Bản. Tuy nhiên, đây lại là một điều bất hạnh cho một giọng nghệ sĩ mà giọng hát đã héo tàn . Dù vậy, chuyến lưu diễn vẫn giành được thành công lớn. Những khán giả đã tới để lắng nghe những giọng ca vàng của một thời. Buổi biểu diễn cuối cùng của tour diễn cũng là cuối cùng của Callas diễn ra vào ngày 11 tháng 11 năm 1974, tại Sapporo, Nhật Bản.

## Cái chết

Maria Callas trong những ngày tháng cuối đời

Sau cái chết của Aristotle Onassis (tháng 3 năm 1975), Maria Callas rời nước Mỹ, sống cuộc sống ẩn dật và cô đơn trong một căn hộ ở Paris. Bà mất vào khoảng 13 giờ 30 phút ngày 16 tháng 9 năm 1977, ở tuổi 53. Tang lễ được tổ chức tại nhà thờ Chính thống giáo Agios Stephanos trên phố Georges-Bizet, Paris, 20 tháng 9 năm 1977. Tro cốt của bà được đưa vào chôn tại Nghĩa trang Père-Lachaise, sau đó đã được rải xuống Biển Égée theo di nguyện của bà.

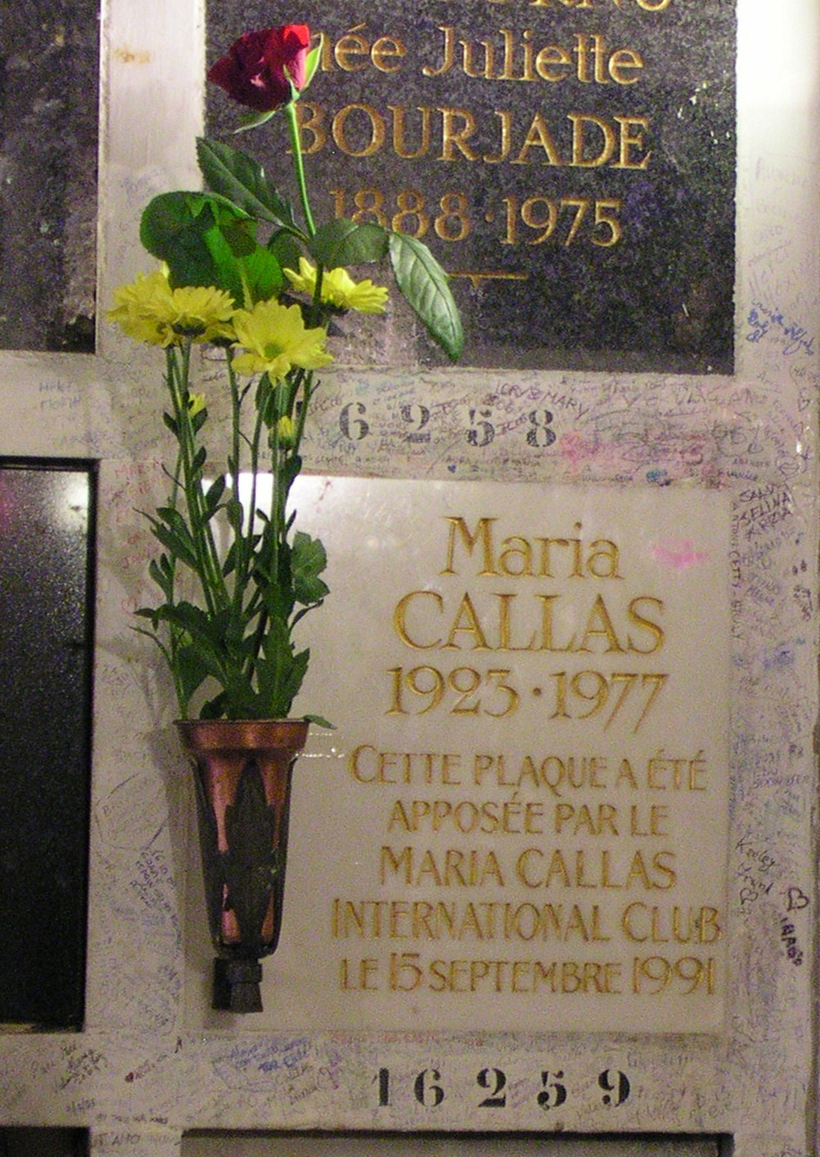
Ô đá từng chứa tro cốt của Callas tại nghĩa trang Père-Lachaise

Nguyên nhân cái chết của bà đến nay vẫn còn chưa rõ ràng. Cuối năm 1994, đạo diễn Franco Zeffirelli đã thổi bùng dư luận lên với khẳng định rằng Callas đã bị giết hại bởi người bạn thân của bà, nghệ sĩ piano Hy Lạp Vasso Devetzi, nhằm để kiếm khoản tiền thừa kế trị giá 9 triệu đô la Mỹ mà Callas để lại. Một lời giải thích khác cho cái chết của Callas là bệnh suy tim, gây ra bởi việc sử dụng quá liều lượng Mandrax (methaqualone), một loại thuốc ngủ.
Theo người viết tiểu sử Stelios Galatopoulos, Devetzi đã nhận được sự tin cậy của Callas và trở thành người đại diện của bà. Câu chuyện được chứng thực bởi Yakinthi Callas trong cuốn sách của bà mang tên Sister (Em gái)  khi khẳng định rằng Devetzi đã conned Maria out of control of half of her estate, trong khi hứa sẽ thành lập một Quỹ Maria Callas để cung cấp học bổng cho những ca sĩ trẻ. Sau hàng trăm ngàn đô la biến mất, Devetzi cuối cùng đã thành lập quỹ này.

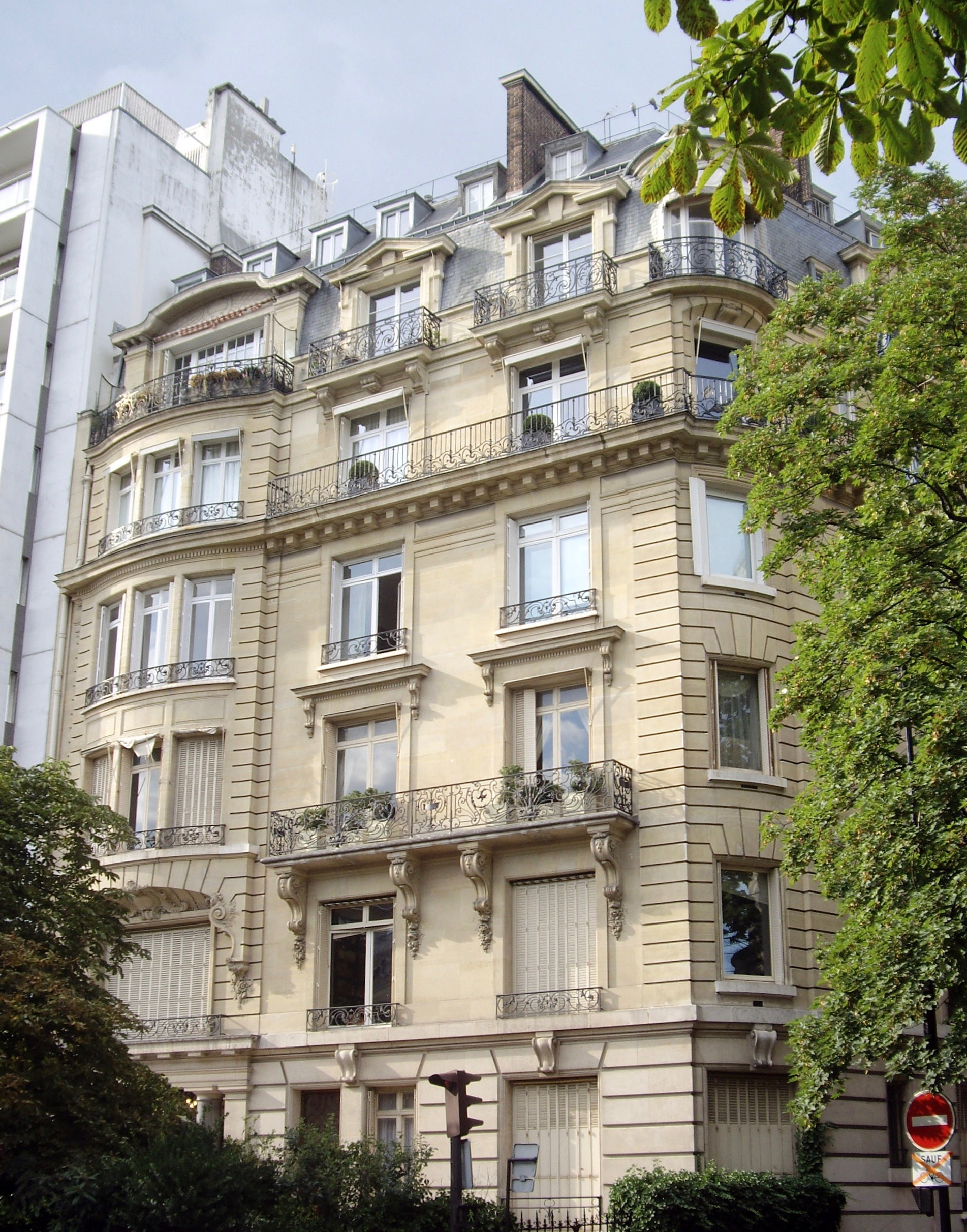
Ngôi nhà Maria Callas đã sống những ngày cuối cùng và qua đời ở Paris, Pháp

Trong một cuộc phỏng vấn năm 1978, khi được hỏi " Có đáng không với Maria Callas? Bà ấy cô độc, không hạnh phúc và thường khó chịu", nhà phê bình âm nhạc và bạn của bà, Ardoin|Jonh Ardoin phản hồi:
Đó là một câu hỏi khó.  Đôi khi có những người nào đó được ban phước, và nguyền rủa với một món quà phi thường, món quá có khi quá lớn với loài người. Callas là một trong những người đó. Cứ như thể những điều ước của cô ấy, cuộc đời cô ấy, hạnh phúc chính cô ấy chính là mọi phục tùng cho món quà khó tin cô ấy được nhận, món quà đã đến và dạy chúng ta những thứ về âm nhạc mà ta biết rất rõ, nhưng chỉ ra cho ta cái mới mà ta chưa từng nghĩ tới, những khả năng mới. Tôi nghĩ đó là tại sao các ca sĩ ngưỡng mộ cô ấy, những nhạc trưởng ngưỡng mộ cô ấy. Tôi cũng biết đó là tại sao tôi ngưỡng mộ cô ấy. Và cô ấy đã phải trả một cái giá quá đắt và khó khăn cho sự nghiệp này. Tôi không nghĩ cô ấy luôn hiểu những gì cô ấy làm và tại sao làm nó. Cô ấy luôn có một hiệu ứng rất lớn lên khán giả  và mọi người. Nhưng cô ấy không luôn sống hạnh phúc và khoan thai cùng thứ ấy. Tôi từng nói với cô ấy:" Đó là điều rất đáng ghen tị khi là Maria Callas." Và cô ấy nói: " Không, đó là một điều tồi tệ khi là Maria Callas, vì đó là một câu hỏi của sự cố gắng hiểu những điều bạn không bao giờ hiểu". Cô ấy không thể giải thích những gì cô ấy làm. Nó hoàn toàn tạo nên bởi bản năng. Có gì đó chôn sâu trong cô ấy.

## Giọng hát
Giọng hát của Callas đến nay vẫn còn là vấn đề gây tranh cãi . Walter Legge khẳng định rằng Callas sở hữu một giọng hát phức tạp của một nghệ sĩ lớn, một chất giọng có thể nhận ra ngay từ đầu . Trong cuốn "The Callas Debate", nhà phê bình người Ý Rodolfo Celletti nói rằng: "âm sắc của giọng Callas, thực sự rất xấu... Nhưng tôi tin rằng sự lôi cuốn của cô lại là bởi chính điều này. Tại sao ư? Bởi thay vì sự son phấn, nhung lụa và giàu có, chất giọng cô lại có được những âm sắc đặc biệt mà khó có thể quên" . Thay vì không có một chất giọng đẹp cổ điển, Callas lại có thể thay đổi âm sắc để làm sao cho phù hợp với từng vai diễn, từng nhân vật mà bà đóng .
Nhạc trưởng Carlo Maria Giulini đã miêu tả sự hấp dẫn của giọng hát Callas:
| “ | Thật là khó để nói về chất giọng Callas. Giọng của cô là một nhạc cụ rất đặc biệt. Đôi khi lắng nghe như tiếng kéo violon, viola hay cello, đó là khi lần đầu bạn lắng nghe thứ nhạc cụ ấy, một cảm giác đôi chút khác lạ bỡ ngỡ. Nhưng sau một vài phút, khi bạn đã thân quen với nó, thì những âm thanh lại trở nên có ma lực lôi cuốn một cách kỳ lạ. Đó chính là Callas . | ” |

### Kiểu giọng
Chất giọng của Callas rất khó để có thể xếp vào hệ thống phân loại giọng hiện đại hay cổ điển nào, khi mà trong sự nghiệp, những tiết mục của bà bao gồm cả những vai kịch tính nặng nhất cũng như những vai mà chỉ được dành cho những chất giọng coloratura soprano cao nhất, sáng nhất và linh hoạt nhất. Về sự đa dạng đó, nhạc trưởng Serafin nói: "Người phụ nữ này có thể hát tất cả những gì viết ra dành cho giọng nữ . Micheal Scott khẳng định rằng giọng Callas là chất giọng soprano cao tự nhiên , bằng chứng là những bản thu thời kì đầu của bà. Rosa Ponselle cũng cảm thấy như vậy: "Ở giai đoạn phát triển, chất giọng của cô thuần chất dramatic coloratura - một chất giọng màu sắc cỡ lớn cùng với khả năng kịch tính, chứ không phải cái gì khác" . Mặt khác, John Ardoin lại cho rằng Callas là sự tái hiện của một giọng soprano sfogato hay "nữ cao không giới hạn" ở thế kỉ 19, giống như Maria Malibran và Giuditta Pasta, hay cho rất nhiều vở opera giọng đẹp (bel canto) đã được viết ra. Ông khẳng định rằng giống như Pasta và Malibran, Callas là một giọng nữ trung tự nhiên mà âm vực được mở rộng nhờ sự luyện tập và ý chí, kết quả đã đem lại một chất giọng thiếu đồng nhất về màu sắc và đều đặn trong âm giai là những thứ sáng giá trong ca hát. Đã có những phân vùng không thể điều khiển trong giọng hát của họ. Ví dụ, với nhiều người từng nghe Pasta, bình luận rằng dường như những note cao nhất của bà được tạo ra bởi thuật nói tiếng bụng, một sự cáo buộc mà về sau đã chống lại Callas . Ardoin chỉ rõ những trang viết của Henry Fothergill Chorley về Pasta mà có sự giống nhau một cách lạ kì như khi diễn tả về Callas .
Callas cũng đồng ý với Ardonin không chỉ ở điểm bà khởi đầu có chất giọng nữ trung, mà cũng nhìn thấy sự tương đồng giữa bà với Pasta và Malibrian. Năm 1957, Callas miêu tả chất giọng khởi đầu của bà: "Những âm sắc tối, thực sự rất tối - và tôi nghĩ đến nó như một thứ mật đường", và vào năm 1968, bà nói: "Họ nói tôi không phải là một giọng soprano thật sự. Thực ra tôi gần với một giọng nữ trung hơn" .

### Âm khu
Giọng của Callas theo Walter Legge và những nhà chuyên môn khác  gồm ba loại khoảng âm (âm khu) khác nhau. Khoảng âm trầm hay giọng ngực thì rất tối và thậm chí còn giống giọng baritone, và bà đã sử dụng khoảng âm này để tạo nên hiệu quả kịch tính, often going into this register much higher on the scale than most sopranos . Khoảng âm trung lại bao gồm những âm thanh rất đặc biệt, "một phần của oboe, một phần clarinet", như Claudia Cassidy miêu tả về nó . Walter Legge cho rằng âm thanh đó là do "sự cấu tạo đặc biệt của vòng miệng trên của cô, có hình dạng như mái vòm kiểu Gothic, chứ không phải kiểu Roman như của người bình thường" . Khoảng âm cao lại rộng và sáng, cùng với, với sự mở rộng ấn tượng dưới note C cao (C6), tạo nên sự tương phản giữa những âm thanh sáng giống như tiếng sáo của một giọng soprano màu sắc mà bà đã hát với những âm thanh của khoảng âm trầm . Và khi bà hát phần cuối của vở La Sonnambula trong đĩa của EMi và bản thu trực tiếp ở Cologne, bà đã biểu diễn một diminuendo tới note Mi giáng cao, mà Michael Scott đã miêu tả như "một kì công vô song trong lịch sử ghi âm" .
Sự linh hoạt của giọng Callas đã cho phép bà hát những thể loại nhạc khó một cách thoải mái và đầy kĩ thuật. Theo lời Walter Legge, kể cả những thứ âm nhạc cầu kì khó khăn nhất, sẽ không có một trở ngại về kĩ thuật âm nhạc nào "mà cô không thể thực hiện với một sự thoải mái giản dị đáng kinh ngạc. Lối chạy note nửa cung, sự xuống giọng của cô thực uyển chuyển đep đẽ, và những màn staccato luôn luôn chính xác, cho dù ở trong những quãng đòi hỏi sự khéo léo nhất. There is hardly a bar in the whole range of nineteenth century music for high soprano that seriously tested her powers.". Ngoài ra, Callas còn sở hữu lối rung láy (trill) đẹp đẽ ở tất cả các quãng giọng .
Sự kết hợp giữa âm vực, âm lượng và khả năng linh hoạt của giọng đã tạo nên sự kinh ngạc cho những đồng nghiệp của Callas. Một trong số những thành viên đội hợp xướng tại đêm biểu diễn đầu tiên của bà ở La Scala với vở I Vespri Siciliani nhớ lại: "Chúa tôi. Nghe cô ấy hát trên sân khấu như là giọng nữ trầm sâu nhất Cloe Elmo. Và trước kết thúc, cô ấy lại thực hiện một note Mi giáng cao. Và nó lại mạnh mẽ gấp đôi so với Toti Dal Monte vậy. Còn với Renata Tebaldi thì "điều phi thường nhất là cô ấy có thể hát soprano coloratura với một giọng lớn. Thật sự điều đó rất đặc biệt. Tuyệt đối phi thường!" .

### Sự xuống giọng
Vài ca sĩ cho rằng những vai diễn kịch tính quá nặng trong những năm đầu sự nghiệp đã ảnh hưởng xấu đến giọng của Callas . Giulietta Simionato, người bạn thân và bạn diễn của Callas, phát biểu là chính bà đã bảo Callas rằng bà thấy những vai diễn nặng đã dẫn tới cơ hoành không tốt và khó khăn trong việc điều khiển những quãng cao .
Louise Caselotti, người làm việc với Callas năm 1946 và 1947 trước khi bà tới Italia, cảm thấy không phải từ những vai diễn nặng, mà chính những vai nhẹ đã làm hỏng giọng Callas . Vài ca sĩ lại nghĩ rằng việc sử dụng giọng ngực quá nặng của callas đã dẫn tới sự mất ổn định với những note cao . Meneghini lại viết rằng sự xuống giọng của Callas lại do ảnh hưởng sớm bất thường của chứng mãn kinh. Soprano Carol Neblett nói: "Một người đàn bà hát với buồng trứng của cô cũng giống như bạn với những hormone của bạn vậy" .

## Nghệ thuật

### Một nhạc công
Dù được nhiều người yêu thích opera hâm mộ, Callas lại là một nghệ sĩ gây tranh cãi. Trong khi Callas là một ca sĩ lớn thường often dismissed simply as an actress , bà trước hết tự nhận mình là "một nhạc công, đó chính là thứ nhạc cụ đầu tiên trong dàn nhạc" . Nhạc trưởng Victor de Sabata đã từng nói với Walter Legge rằng: "Nếu công chúng có thể hiểu như chúng ta, rằng Callas có nhạc cảm tuyệt đối như thế nào, thì họ sẽ phải sững sờ kinh ngạc" . Callas sở hữu một cảm giác kiến trúc bẩm sinh

## Sau khi mất

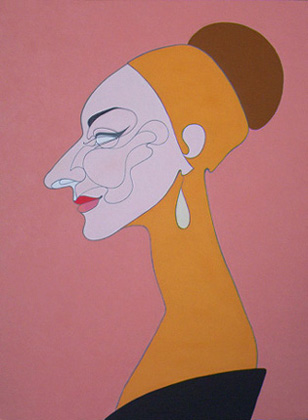
Một bức tranh biếm họa về Maria Callas

Năm 2002, đạo diễn Franco Zeffirelli sản xuất và đạo diễn bộ phim hồi ký về Callas mang tên Callas Forever. Đây là một bộ phim mang tính giả tưởng cao trong đó Callas được đóng bởi Fanny Ardant. Phim miêu tả những ngày tháng cuối cùng trong cuộc đời Callas, khi bà bị thuyết phục đóng bộ phim Carmen, dựa theo bản thu năm 1964 của bà trong vở opera nổi tiếng cùng tên.
Năm 2007, Callas được truy tặng giải Grammy Thành tựu trọn đời. Cũng trong năm đó, bà được bình chọn là giọng soprano vĩ đại nhất trong một cuộc bình chọn của BBC Music Magazine . Bà cũng ghi danh tại Đại lộ Danh vọng Hollywood cho thành tựu của bà trong lĩnh vực ghi âm. Ngôi sao của Callas nằm tại vị trí 1680 phố Vine.
Có những nghệ sĩ đã tưởng nhớ Callas trong âm nhạc:
- Ban nhạc R.E.M. để cập đến Callas ở bài hát "E-Bow the Letter" trong album New Adventures in Hi-Fi.
- Năm 2007, Celine Dion tưởng nhớ Callas qua bài hát "La Diva", với lời của Denise Bombardier. Bài hát nằm trong album D'elles, trong đó có sự xuất hiện của giọng hát Callas với aria Si, mi chiamano Mimi (opera La Boheme) ở phần đầu và phần cuối của bài; phần cuối còn có đoạn pha trộn giữa giọng của Celine và Callas. Thậm chí Celine Dion ước mơ là sẽ được đóng vai Maria Callas trong một bộ phim nào đó và nhận giải Oscar cho vai diễn đó [43].
- Ban nhạc Enigma đặt tên cho một bài hát của họ với phần sample có giọng Callas, trong album năm 1991 MCMXC a.D., mang tên "Callas Went Away".
- Album năm 2007 của Buffalo Tom tên Three Easy Pieces có bài hát "C.C. and Callas", phản ánh sự suy nghĩ của người viết ca khúc Chris Colbourn về Callas.
- Son Lux, hay Ryan Lott, đưa giọng Callas vào một bài hát trong album đầu tay của anh, At War With Walls And Mazes.
- Singer-songwriter Rufus Wainwright đề cập đến Callas ở bài Beauty Mark, trong album Rufus Wainwright. Rufus là một fan của Opera, đặc biệt say mê những tác phẩm của Callas. Trên một bài phỏng vấn với tờ báo Tây Ban Nha El País, anh bày tỏ rằng một trong những điều nên làm trong cuộc đời là lắng nghe Maria Callas vào lúc bình minh.

Sau khi Callas mất, đã có rất nhiều cuộc triển lãm và buổi đấu giá các kỉ vật của bà. Ngày 12 tháng 12 năm 2007, một buổi đấu giá Sotheby ở Milan (Italia) có sự tham gia của chính phủ Hy Lạp và nhiều nhà sưu tập tư nhân. Hiện nay, những kỉ vật của bà nằm rải rác nhiều nơi, phần lớn thuộc bộ sưu tập của con cháu người chồng quá cố Giovanni Battista Meneghini, một số nằm trong tay các nhà sưu tập cá nhân và số ít thuộc Bảo tàng Hy Lạp .

## Vai diễn
| Opera                         | Nhà soạn nhạc             | Vai          | Thời điểm | Địa điểm |
| Aida                          | Giuseppe Verdi            | Aida         | 1948-1955 | 33: Torino (4), Rovigo (3), Buenos Aires (1), Brescia (2), Milano (3), Napoli (4), Mexico (6), Roma (1), Reggio Calabria (1), London (4), Verona (4)                                                                               |
| Alceste                       | Christoph Willibald Gluck | Alceste      | 1954      | 4: Milano (4) |
| Andrea Chénier                | Umberto Giordano          | Maddalena    | 1955      | 6: Milano (6) |
| Anna Bolena                   | Gaetano Donizetti         | Anna Bolena  | 1957-1958 | 12: Milano (12) |
| Armida                        | Gioachino Rossini         | Armida       | 1952      | 3: Firenze (3) |
| Boccaccio                     | Franz von Suppé           | Beatrice     | 1941      | 12: Athen (12) |
| Die Entführung aus dem Serail | Wolfgang Amadeus Mozart   | Konstanze    | 1952      | 4: Milano (4) |
| Die Walküre                   | Richard Wagner            | Brünnhilde   | 1949      | 6: Venezia (4), Palermo (2) |
| Don Carlos                    | Giuseppe Verdi            | Elisabetta   | 1954      | 5: Milano (5) |
| Fedora                        | Umberto Giordano          | Fedora       | 1956      | 6: Milano (6) |
| Fidelio                       | Ludwig van Beethoven      | Leonore      | 1944      | 11: Athen (11) |
| I puritani                    | Vincenzo Bellini          | Elvira       | 1949-1955 | 16: Venezia (3), Catania (4), Firenze (2), Roma (3), Mexico (2), Chicago (2) |
| I vespri siciliani            | Giuseppe Verdi            | Elena        | 1951-1952 | 11: Firenze (4), Milano (7) |
| Ifigenia in Tauride           | Christoph Willibald Gluck | Ifigenia     | 1957      | 4: Milano (4) |
| Il barbiere di Siviglia       | Gioachino Rossini         | Rosina       | 1956-1957 | 5: Milano (5) |
| Il pirata                     | Vincenzo Bellini          | Imogene      | 1958-1959 | 7: Milano (5), New York (1), Washington (1) |
| Il trovatore                  | Giuseppe Verdi            | Leonora      | 1950-1956 | 20: Mexico (3), Napoli (3), Milano (5), London (3), Verona (1), Roma (3), Chicago (2) |
| Il turco in Italia            | Gioachino Rossini         | Fiorilla     | 1950-1955 | 9: Roma (4), Milano (5) |
| L'anima del filosofo          | Joseph Haydn              | Euridice     | 1951-1951 | 2: Firenze (2) |
| La forza del destino          | Giuseppe Verdi            | Leonora      | 1948-1954 | 6: Trieste (4), Ravenna (2) |
| La Gioconda                   | Amilcare Ponchielli       | Gioconda     | 1947-1959 | 13: Verona (7), Milano (6) |
| La sonnambula                 | Vincenzo Bellini          | Amina        | 1955-1957 | 22: Milano (16), Köln (2), Edinburgh (4) |
| La traviata                   | Giuseppe Verdi            | Violetta     | 1951-1958 | 60: Firenze (3), Cagliari (2), Mexico (6), São Paulo (1), Rio de Janeiro (2), Bergamo (2), Parma (1), Verona (4), Venezia (2), Roma (3), Chicago (2), Milano (21), New York (2), Lisbon (2), London (5), Dallas (2)                |
| La vestale                    | Gaspare Spontini          | Julia        | 1954      | 5: Milano (5) |
| Lucia di Lammermoor           | Gaetano Donizetti         | Lucia        | 1952-1959 | 46: Mexico (3), Firenze (4), Genova (2), Catania (2), Roma (4), Milano (7), Velence (3), Bergamo (2), Chicago (2), Berlin (2), Napoli (3), Wien (3), New York (7), Dallas (2)                                                      |
| Macbeth                       | Giuseppe Verdi            | Lady Macbeth | 1952-1953 | 5: Milano (5) |
| Médée                         | Luigi Cherubini           | Medea        | 1953-1962 | 31: Firenze (3), Milano (10), Venezia (3), Roma (4), Dallas (4), London (5), Epidauro (2) |
| Mefistofele                   | Arrigo Boito              | Margherita   | 1954      | 3: Verona (3) |
| Nabucco                       | Giuseppe Verdi            | Abigaille    | 1949      | 3: Napoli (3) |
| Norma                         | Vincenzo Bellini          | Norma        | 1948-1965 | 89: Firenze (2), Buenos Aires (4), Venezia (3), Roma (10), Catania (8), Mexico (2), Palermo (2), São Paulo (1), Rio de Janeiro (2), Milano (17), London (11), Trieste (4), Chicago (2), Philadelphia (1), Epidauro (2), Paris (13) |
| 'O Protomástoras              | Manolis Kalomiris         | Smaragda     | 1943-1944 | 18:Athen (18) |
| Parsifal                      | Richard Wagner            | Kundry       | 1949-1950 | 5: Roma (5) |
| Madama Butterfly              | Giacomo Puccini           | Cio-cio-San  | 1955      | 3: Chicago (3) |
| Poliuto                       | Gaetano Donizetti         | Paolina      | 1960      | 5: Milano (5) |
| Rigoletto                     | Giuseppe Verdi            | Gilda        | 1952-1955 | 2: Mexico (2) |
| Tiefland                      | Eugen d'Albert            | Marta        | 1944-1945 | 11: Athen (2) |
| Tosca                         | Giacomo Puccini           | Tosca        | 1941-1965 | 34: Mexico (4), Bologna (1), Pisa (2), Rio de Janeiro (1), Genova (3), New York (7), London (7), Paris (9), |
| Tristan und Isolde            | Richard Wagner            | Isolde       | 1947-1950 | 12: Venezia (4), Genova (3), Roma (5) |
| Turandot                      | Giacomo Puccini           | Turandot     | 1948-1957 | 24: Venezia (5), Udine (2), Roma (3), Verona (4), Genova (2), Napoli (4), Buenos Aires (4) |
| Un ballo in maschera          | Giuseppe Verdi            | Amelia       | 1956-1957 | 5: Milano (5) |

## Discography
| Opera                   | Nhà soạn nhạc       | Vai         | Năm thu âm | Nhạc trưởng          | Đồng sự                                  | Hãng phát hành |
| Parsifal                | Richard Wagner      | Kundry      | 1950       | Vittorio Gui         | Baldelli, Christoff, Panerai, Modesti    | Cetra          |
| La Gioconda             | Amilcare Ponchielli | Gioconda    | 1952       | Antonino Votto       | Barbieri, Poggi, Silveri                 | Cetra          |
| Cavalleria rusticana    | Pietro Mascagni     | Santuzza    | 1952       | Tullio Serafin       | Di Stefano, Panerai, Ebe Ticozzi         | EMI            |
| Lucia di Lammermoor     | Gaetano Donizetti   | Lucia       | 1953       | Tullio Serafin       | Di Stefano, Gobbi                        | EMI            |
| I puritani              | Vincenzo Bellini    | Elvira      | 1953       | Tullio Serafin       | Di Stefano, Panerai, Rossi-Lemeni        | EMI            |
| Tosca                   | Giacomo Puccini     | Tosca       | 1953       | Victor de Sabata     | Di Stefano, Gobbi                        | EMI            |
| La traviata             | Giuseppe Verdi      | Violetta    | 1953       | Gabriele Santini     | Albanese, Savarese                       | Cetra          |
| Norma                   | Vincenzo Bellini    | Norma       | 1954       | Tullio Serafin       | Filippeschi, Stignani, Rossi-Lemeni      | EMI            |
| Il turco in Italia      | Gioachino Rossini   | Fiorilla    | 1954       | Gianandrea Gavazzeni | Valetti, Rossi-Lemeni, Stabile           | EMI            |
| La forza del destino    | Giuseppe Verdi      | Leonora     | 1954       | Tullio Serafin       | Tucker, Tagliabue, Rossi-Lemeni, Nicolai | EMI            |
| Pagliacci               | Ruggero Leoncavallo | Nedda       | 1954       | Tullio Serafin       | De Stefano, Gobbi, Monti, Panerai        | EMI            |
| Aida                    | Giuseppe Verdi      | Aida        | 1955       | Tullio Serafin       | Tucker, Barbieri, Gobbi                  | EMI            |
| Madama Butterfly        | Giacomo Puccini     | Cio-cio-San | 1955       | Herbert von Karajan  | Gedda, Danieli, Borriello                | EMI            |
| Norma                   | Vincenzo Bellini    | Norma       | 1955       | Tullio Serafin       | Del Monaco, Stignani, Modesti            | Cetra          |
| Rigoletto               | Giuseppe Verdi      | Gilda       | 1955       | Tullio Serafin       | Di Stefano, Gobbi                        | EMI            |
| Un ballo in maschera    | Giuseppe Verdi      | Amelia      | 1956       | Antonino Votto       | Di Stefano, Gobbi, Barbieri              | EMI            |
| La Bohème               | Giacomo Puccini     | Mimi        | 1956       | Antonino Votto       | Di Stefano, Moffo, Panenai               | EMI            |
| Il trovatore            | Giuseppe Verdi      | Leonora     | 1956       | Herbert von Karajan  | Barbieri, Di Stefano, Panerai            | EMI            |
| La sonnambula           | Vincenzo Bellini    | Amina       | 1957       | Antonino Votto       | Monti, Zaccaria, Cossotto                | EMI            |
| Manon Lescaut           | Giacomo Puccini     | Manon       | 1957       | Tullio Serafin       | Di Stefano, Fioravanti, Calabrese        | EMI            |
| Médea                   | Luigi Cherubini     | Médea       | 1957       | Tullio Serafin       | Picchi, Scotto                           | EMI            |
| Il barbiere di Siviglia | Gioachino Rossini   | Rosina      | 1957       | Alceo Galliera       | Alva, Gobbi, Zaccaria                    | EMI            |
| Turandot                | Giacomo Puccini     | Turandot    | 1957       | Tullio Serafin       | Fernandi, Schwarzkopf, Zaccaria          | EMI            |
| La Gioconda             | Amilcare Ponchielli | Gioconda    | 1959       | Antonino Votto       | Cossotto, Miranda Ferraro, Cappuccilli   | EMI            |
| Lucia di Lammermoor     | Gaetano Donizetti   | Lucia       | 1959       | Tullio Serafin       | Tagliavini, Cappuccilli                  | EMI            |
| Norma                   | Vincenzo Bellini    | Norma       | 1960       | Tullio Serafin       | Corelli, Ludwig, Zaccaria                | EMI            |
| Tosca                   | Giacomo Puccini     | Tosca       | 1964       | Georges Prêtre       | Bergonzi, Gobbi                          | EMI            |
| Carmen                  | Georges Bizet       | Carmen      | 1964       | Georges Prêtre       | Nicolai, Massard, Guiot                  | EMI            |

## DVD
- La Cállas Toujours (Paris, Palais Garnier, 1958) (EMI Classics)
- The Eternal Maria Callas (EMI Classics)
- Maria Callas at Covent Garden, 1962-1964 (EMI Classics)
- Maria Callas in Concert (Hamburg 1959-1962) (EMI Classics)
- The Callas Conversations Conversation (EMI Classics)
- Maria Callas, Life and Art (EMI Classics)
- Maria Callas, Une vie d'Art et d'Amour (EMI Classics)
- Passion Callas (EMI Classics)
- Maria Callas, Living and diying for art and love (TDK)
- Maria Callas, La Divina (Arthaus)
- Médée, phim của Pier Paolo Pasolini (Carlotta)